# Tresko
Tresko ist eine Kriminalfilmreihe mit Mario Adorf als Kunstsachverständiger Joachim „Jo“ Tresko in der Titelrolle, die 1996 auf Sat.1 ausgestrahlt wurde.

## Hintergrund
Die Mittelpunkt der Kriminalfilmreihe steht der titelgebende Kunstsachverständige Joachim „Jo“ Tresko, der beim Bundesnachrichtendienst arbeitet. Tresko ist mit der Journalistin Katrin verheiratet. Nach seinem ersten Fall verlässt er den BND und ermittelt als Einzelgänger und im Auftrag für verschiedene Auftraggeber.
Die Idee zur Figur stammt vom Hauptdarsteller Mario Adorf selbst und dem Autor Peter Zingler und entstand bereits 1990 bei einem gemeinsamen Tennisspiel. Im ursprünglichen Drehbuch starb Treskos Ehefrau frühzeitig, weshalb man das Skript noch einmal umschrieb und die zwei anderen Folgen vorzog.
Anfang 1997 beendete Adorf auf eigenen Wunsch die Reihe, um sich um seine damals kranke Mutter zu kümmern. Die Produktionsfirma Telefilm Saar produzierte daraufhin die Krimireihe Stan Becker mit Heinz Hoenig in der Titelrolle.
Zur Reihe erschien auch ein Roman mit dem Titel Tresko. Der Maulwurf.

## Episodenliste
| Nr. | Originaltitel                      | Erstausstrahlung | Regie             | Drehbuch       |
| --- | ---------------------------------- | ---------------- | ----------------- | -------------- |
| 1   | Tresko – Der Maulwurf              | 27. Dez. 1996    | Hartmut Griesmayr | Peter Zingler  |
| 2   | Tresko – Im Visier der Drogenmafia | 29. Dez. 1996    | Günter Gräwert    | Ferdinand Kroh |
| 3   | Tresko – Amigo Affäre              | 30. Dez. 1996    | Hajo Gies         | Peter Zingler  |